# Angelar d'Ohrid
Angelar d'Ohrid, ou Angélaire d'Ohrid, né dans la première moitié du IXe siècle et mort probablement en 886, est un saint slave médiéval. Disciple et compagnon des frères Cyrille et Méthode en Grande Moravie et en Pannonie, il fait partie du groupe des Sept Saints de l'Église bulgare composé des Apôtres des Slaves Cyrille et Méthode, co-patrons de l’Europe, et de leur disciples Clément d’Ohrid, Naum d'Ohrid, Gorazd de Bulgarie et Sava Sedmotchislenik (connus sous le nom des Cinq d'Ochrid). Leur fête commune (Sveti Sedmotchislenitzi) a lieu le 27 juillet et fêtée par l’Église catholique et l’Église orthodoxe.

## Biographie
Les informations biographiques sur Angelar sont très rares et se réfèrent plutôt à la fin de sa vie. Elles sont contenues dans La vie de Saint Clément d'Ohrid, texte écrit au XIe siècle par le théologien et archevêque Théophylacte d'Ohrid (chapitres 2, 12-16). Ce qui en ressort, c’est qu’il fait partie des étudiants de l'archevêché de Méthode qui ont réussi à trouver refuge en Bulgarie après la défaite de l'affaire[précision nécessaire] Cyrille et Méthode en Grande Moravie.
 
Angelar était probablement[évasif] originaire de Moravie ou de Pannonie[réf. nécessaire]. L’évocation de son nom  dans l'hagiographie de saint Clément parmi les disciples de Cyrille et Méthode témoigne de la participation active qu’il a eu dans les travaux de littérature et de traduction de la Mission[Quoi ?] de Moravie, du moins à l'époque de l'archevêché de Méthode.
En 868, à Rome, il est ordonné diacre par les évêques Formose et Gaudéric de Velletri en même temps que Sava Sedmotchislenik. 
En 885, le pape Étienne V interdit l'utilisation de la liturgie en langue slave, et l'évêque germanique Wiching, s’oppose à la liturgie diffusée par Méthode, dénonçant les disciples des deux frères et les accusant de conjuration. Il force Svatopluk Ier à les expulser de Grande Moravie. Seuls, Clément, Naum et Angelar peuvent quitter la Grande Moravie[réf. nécessaire], et rejoindre Belgrade (à l’époque Beograd) où ils sont accueillis par le gouverneur du prince Boris Ier qui les envoie à sa cour à Pliska[réf. nécessaire]. Celui-ci veut les employer au Patriarcat pour achever et diffuser le travail de traduction des écrits chrétiens majeurs en glagolitique et cyrillique établis par Cyrille et Méthode. 
Angelar meurt en 886 à Pliska[réf. nécessaire].

## Postérité
À la suite de ce premier travail sont fondés par Clément le groupe de Preslav et l'école d'Ohrid qui ont jeté les bases de la vieille culture de l'écriture bulgare, de la liturgie, de la tradition littéraire et de l'éducation, et qui est rapidement devenue la référence de toute la civilisation slave (fête annuelle en Bulgarie le 24 mai).

## Hommage
Le pic St. Angelariy (en), en Antarctique, porte le nom de saint Angelar.